# Dan Houser
Daniel Houser (Londres, Reino Unido, 24 de mayo de 1974) es un productor y desarrollador de videojuegos británico quien, junto con su hermano Sam Houser, fue el vicepresidente creativo de Rockstar Games. Es conocido por haber producido y escrito varios videojuegos de la serie Grand Theft Auto, Bully, Red Dead Redemption 2, Max Payne 3, entre otros.
Tras tener un año sabático se anunció su retiro de la compañía Rockstar Games el 11 de marzo de 2020.

## Biografía
Dan Houser nació en Londres,hermano menor de Sam Houser, hijo del abogado Walter Houser y la actriz Geraldine Moffat.
Durante su juventud, Dan y su hermano Sam soñaron con ser estrellas de rock (de ahí el nombre de la compañía Rockstar Games). A pesar de querer ser músico, también tuvo una gran fascinación por contar y escribir historias cuando era joven.
Creció cerca de una videoteca, por lo que en su tiempo libre se dedicaba a ver muchas películas estadounidenses de culto, crimen y spaghetti western, y de ahí nació su amor por contar y escribir historias. En una ocasión declaró que su película favorita es The Warriors, de Walter Hill, que curiosamente en 2005 terminaría realizando un videojuego basado en la misma.
Él y Sam fueron a la St. Paul's School, donde conocerían a Terry Donovan (con quien cofundaría Rockstar Games junto a ellos tiempo después). Dan se graduó en geografía en la Universidad de Oxford y al poco tiempo de graduarse en 1995, con su hermano Sam comenzaron a trabajar en BMG Interactive sin tener conocimiento sobre el desarrollo de videojuegos, pero con muchas ideas de las cuales trabajar. Y dicha empresa fue comprada en 1998 por Take-Two Interactive.
Desde entonces, Dan Houser ha sido acreditado como el productor de cinco juegos de la saga Grand Theft Auto, además de haber trabajado como escritor y actor de voz para algunos juegos de esta.

## Trabajos

### Productor
- Grand Theft Auto III (2001)
- Smuggler's Run: Warzones (2002)
- Grand Theft Auto: Vice City (2002)
- Grand Theft Auto: San Andreas (2004)
- Grand Theft Auto: Liberty City Stories (2004)
- Grand Theft Auto: Vice City Stories (2006)
- Grand Theft Auto V (2013)

### Escritor
- Grand Theft Auto: London, 1969 (1999)
- Grand Theft Auto 2 (1999)
- Grand Theft Auto III (2001)
- Smuggler's Run 2: Hostile Territory (2001)
- Grand Theft Auto: Vice City (2002)
- Grand Theft Auto: San Andreas (2004)
- Grand Theft Auto: Liberty City Stories (2005)
- Grand Theft Auto: Vice City Stories (2006)
- Bully (2006)
- Grand Theft Auto IV (2008)
- Grand Theft Auto: Chinatown Wars (2009)
- Red Dead Redemption (2010)
- Max Payne 3 (2012)[8]
- Grand Theft Auto V (2013)
- Red Dead Redemption 2 (2018)[9]

### Actor de voz
- X-Squad (2000)
- Red Dead Redemption Undead Nightmare (2010)
- Grand Theft Auto III (2001)
- Grand Theft Auto: Vice City (2002)